# Судимусъярви
Су́димусъя́рви (фин. Sudimusjärvi) — озеро на территории Салминского сельского поселения Питкярантского района Республики Карелия.

## Общие сведения
Площадь озера — 0,7 км². Располагается на высоте 46,0 метров над уровнем моря.
Форма озера продолговатая: немного вытянуто с северо-запада на юго-восток. Берега каменисто-песчаные, местами заболоченные.
Из южной оконечности озера вытекает ручей Судимусоя (фин. Sudimusoja), втекающий в реку Лохиоя, которая, в свою очередь, впадает в реку Эняйоки.
С запада от озера проходит просёлочная дорога без наименования.
Населённые пункты возле озера отсутствуют. Ближайший — посёлок Ряймяля — расположен в 6 км к юго-западу от озера.
Код объекта в государственном водном реестре — 01040300211102000014305.